# 149884 Radebeul
149884 Radebeul este un asteroid din centura principală de asteroizi.

## Descriere
149884 Radebeul este un asteroid din centura principală de asteroizi. A fost descoperit pe 9 septembrie 2005 la Radebeul de Martin Fiedler. Asteroidul prezintă o orbită caracterizată de o semiaxă mare de 3,05 ua, o excentricitate de 0,03 și o înclinație de 10,9° în raport cu ecliptica.